# Loretta Young

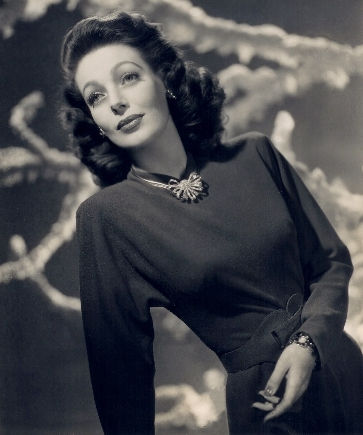
Loretta Young în 1940

Loretta Young născută Gretchen Michaela Young (n. 6 ianuarie 1913, Salt Lake City, Utah, SUA – d. 12 august 2000, Los Angeles, California) a fost o actriță americană de film, laureată a premiului Oscar.
A primit Premiul Oscar pentru cea mai bună actriță pentru rolul din The Farmer's Daughter (1947).

## Filmografie selectivă

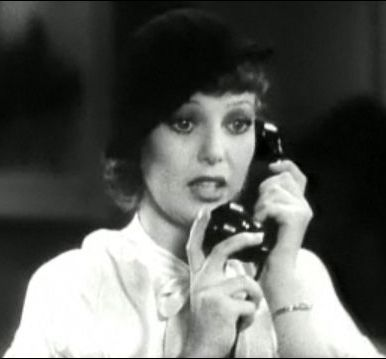
Loretta Young în She Had to Say Yes (1933)

- 1917 The Primrose Ring, regia Robert Z. Leonard : o zână (nemenționat)
- 1917 Sirens of the Sea, regia Allen Holubar : un copil
- 1919 The Only Way : un copil
- 1919 White and Unmarried, regia Tom Forman : un copil (nemenționat)

- 1921 Șeicul (The Sheik), regia George Melford (nemenționat)
- 1927 Aventurile Suzanei (Naughty But Nice), regia Millard Webb : (nemenționat)
- 1928 Dansatoarea captivă (Scarlet Seas), regia John Francis Dillon : Margaret Barbour
- 1929 The Forward Pass, regia Edward F. Cline : Patricia Carlyle
- 1929 Spectacolul spectacolelor (The Show of Shows), regia John G. Adolfi

- 1930 Diavolul e de vină (The Devil to Pay!), regia George Fitzmaurice : Dorothy Hope
- 1930 Sclavele destinului (Road to Paradise), regia William Beaudine
- 1931 Patima blondă (Platinum Blonde), regia Frank Capra
- 1933 „Castelul” dezmoșteniților (Man's Castle), regia Frank Borzage
- 1933 She Had to Say Yes, regia George Amy și Busby Berkeley : Florence 'Flo' Denny
- 1934 Depravata (Born to Be Bad), regia Lowell Sherman : Letty Strong
- 1935 Cruciadele (The Crusaders), regia Cecil B. DeMille
- 1935 Chemarea străbunilor (The Call of the Wild), regia William A. Wellman
- 1936 Jurnalul unei cameriste (Private Number), regia Roy Del Ruth
- 1936 Ramona, regia Henry King
- 1936 Ragazze innamorate (Ladies in Love), regia Edward H. Griffith
- 1937 A doua lună de miere (Second Honeymoon), regia Walter Lang
- 1938 Patru bărbați și un jurământ (Four Men and a Prayer), regia John Ford
- 1938 Suez, regia Allan Dwan : Eugénie de Montijo
- 1938 Kentucky, orașul pasiunilor (Kentucky), regia David Butler

- 1941 Bărbații din viața ei (The Men in Her Life), regia Gregory Ratoff
- 1941 Bedtime Story, regia Alexander Hall
- 1942 O noapte de pomină (A Night to Remember), regia Richard Wallace
- 1944 Și acum pe mâine (And Now Tomorrow), regia Irving Pichel
- 1946 Străinul (The Stranger), regia Orson Welles
- 1947 Soția episcopului (The Bishop's Wife), regia Henry Koster
- 1947 Fiica fermierului (The Farmer's Daughter), regia Henry C. Potter
- 1949 Acuzata (The Accused), regia William Dieterle
- 1949 Le due suore (Come to the Stable), regia Henry Koster

- 1950 Cheia orașului (Key to the City), regia George Sidney
- 1951 Crime imaginare (Cause for Alarm!), regia Tay Garnett
- 1952 Paula, regia Rudolph Maté
- 1953 Se întâmplă în fiecare joi (It Happens Every Thursday), regia Joseph Pevney